# Heinrich Spangenberg (Ingenieur)
Heinrich Spangenberg (* 5. Januar 1879 in Pirna; † 1. Mai 1936 in München) war ein deutscher Bauingenieur.

## Leben
Spangenberg wurde als Sohn von Katharine Sophie und Julius Spangenberg geboren. 1888 zog die Familie nach Dresden um. Dort besuchte er das Realgymnasium und studierte anschließend Bauingenieurswesen an der TH Dresden. 1902 schloss er das Studium dem Diplom ab. Anschließend arbeitete er als Regierungsbauführer bei den Sächsischen Staatsbahnen. Von 1906 bis 1920 arbeitete er im Betonbauunternehmen Dykerhoff & Widmann in Dresden, später in Berlin und Leipzig; 1907 wurde er in den Vorstand des Unternehmens berufen.
Unter seiner Leitung entstanden Industrieanlagen, Brücken und repräsentative Hochbauten, so zum Beispiel die viergleisige Rosensteinbrücke über den Neckar bei Bad Cannstatt, die Garnisonkirche in Ulm und die Empfangshalle des Karlsruher Hauptbahnhofs.
1913 heiratete Spangenberg Elisabeth West; das Paar hatte zwei Söhne. 1920 wurde er Professor für Eisenbeton- und Massiv-Brückenbau an der Technischen Hochschule München. Im Jahr 1922 wurde Spangenberg mit Sachbeihilfen und Geräten für die Betonforschung durch die Notgemeinschaft der deutschen Wissenschaft gefördert und dort auch Vorsitzender Fachausschuss Bauingenieurwesen.  Besonders bekannt wurden seine Brückenbauten, so zum Beispiel die Lechtalbrücke bei Augsburg, die Donaubrücke in Ulm und die Echelsbacher Brücke über die Ammer, die bis in die 1960er Jahre als eine der am weitesten gespannten Stahlbeton-Bogenbrücken Deutschlands galt. Die vom Wiener Professor Joseph Melan erfundene Stahlbeton-Bauweise für Brücken entwickelte Spangenberg weiter, ein Verfahren, das nach ihnen "Melan-Spangenberg-Verfahren" genannt wurde. Wegen einer kritischen Bemerkung über SA und SS wurde Spangenberg denunziert und 1935 einem Disziplinarverfahren unterworfen. Er wurde zudem Opfer mehrerer Intrigen und galt in der Terminologie der Nationalsozialisten als "jüdisch versippt", da drei der vier Großeltern seiner Ehefrau der israelitischen Glaubensgemeinschaft angehörten. Im Herbst 1933 erlitt Spangenberg einen Zusammenbruch und erkrankte an einer Depression; 1936 beging er Suizid. Spangenbergs Witwe wurden alle Pensionsansprüche verwehrt; wegen ihrer jüdischen Herkunft anhaltenden Schikanen ausgesetzt, beging sie 1939 ebenfalls Suizid.
Heinrich Spangenberg starb im Alter von 57 Jahren.

## Grabstätte
Die Grabstätte von Heinrich Spangenberg befindet sich auf dem Münchner Waldfriedhof (Grabnr. 161-W-22).

## Ehrungen
1930 erhielt er die Ehrendoktorwürde der TH Darmstadt.

2010 erinnerte Wolfgang A. Herrmann, Präsident der TU München, in einer Rede an Spangenberg und an den ebenfalls drangsalierten Maschinenbauprofessor Christian Prinz.